# Protomystides bilineata
Protomystides bilineata är en ringmaskart som beskrevs av Scott LaGreca 1946. Protomystides bilineata ingår i släktet Protomystides och familjen Phyllodocidae. Inga underarter finns listade i Catalogue of Life.